# 高格庄水库
高格庄水库，位于中华人民共和国山东省青岛市莱西市河头店镇，潴河中游。水库总库容为1410万立方米。大坝系均质土坝，全长1500米，坝顶高程83.85米，大坝高9.5米。 水库对百年一遇洪水可削减洪峰26.8%，有效灌溉面积1.5万亩，灌溉保证率75%。